# Laser molekularny

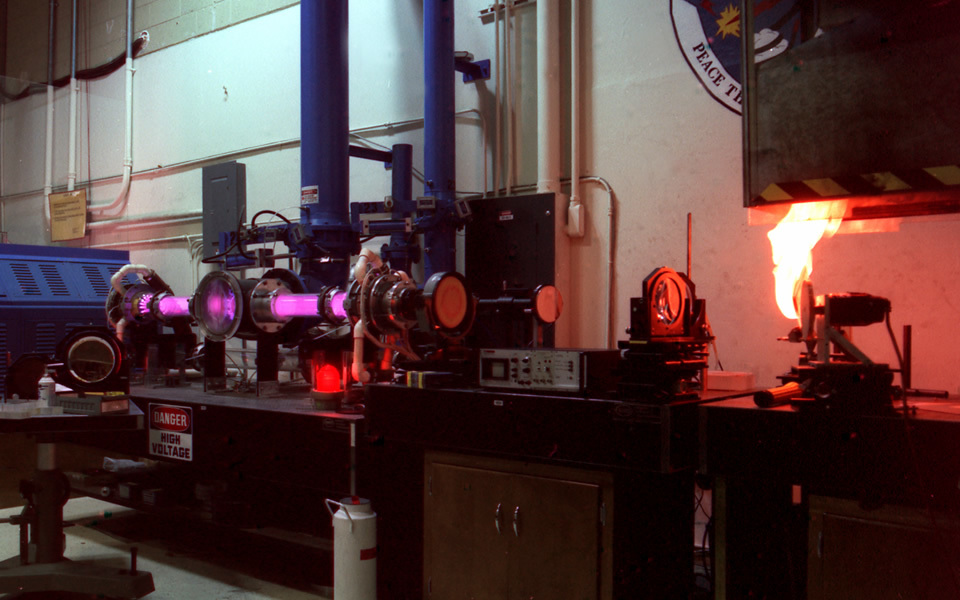
Eksplodująca i odparowana próbka po ekspozycji na emisję ciągłą w podczerwieni lasera CO_{2} o sile wiązki kilkudziesięciu kilowatów.

Laser molekularny na dwutlenku węgla (laser CO2) – laser gazowy, w którym ośrodkiem czynnym jest mieszanina dwutlenku węgla, azotu i helu. Laser molekularny emituje falę w zakresie podczerwieni, główne linie widmowe znajdują się w zakresie długości fal 9,4 µm i 10,6 µm. Emitowana moc dochodzi do 100 kW przy pracy ciągłej i 1013 W przy pracy impulsowej.
Laser molekularny został wynaleziony w 1964 przez Kumara Patela w Laboratorium Bella.

## Działanie
Cząstkami czynnymi w laserze molekularnym są cząsteczki dwutlenku węgla. Poziomy laserowe odpowiadają energiom drgań cząsteczki CO2, związanym z rozciąganiem podłużnym symetrycznym lub niesymetrycznym i rozciąganiem poprzecznym deformacyjnym.
Cząsteczki azotu przekazują energię bezpośrednio na górny poziom wzbudzony cząsteczek dwutlenku węgla, co umożliwia uzyskanie inwersji obsadzeń.

## Zastosowania
- cięcie i spawanie
- nawęglanie
- LIDAR
- chirurgia (tzw. „nóż laserowy”)
- kosmetyka – usuwanie brodawek, tatuaży i blizn
- badania naukowe